# Oluf von Rosenborg
Oluf Christian Carl Axel Graf von Rosenborg (* 10. März 1923 in Kopenhagen; † 19. Dezember 1990 ebenda) 
war ein dänischer Prinz aus dem Haus Glücksburg, einer Nebenlinie des Hauses Oldenburg.  

## Leben
Oluf von Rosenborg war das fünfte und jüngste Kind von Prinz Harald von Dänemark und dessen Frau  Prinzessin Helena von Schleswig-Holstein-Sonderburg-Glücksburg. Seine Großeltern väterlicherseits waren der dänische König Friedrich VIII. und Louise von Schweden-Norwegen.
Im Zweiten Weltkrieg distanzierte sich Oluf von seiner aus Deutschland stammenden Mutter Helena, da diese mit den Nazis sympathisierte. Olufs Schwester Caroline-Mathilde bildete ab 1947 mit ihrem Mann Prinz Knut das dänische Thronfolgerpaar, bis 1953 eine Änderung der Thronfolgeregelung zugunsten der heutigen Königin Margrethe II. eintrat.
Da Oluf 1948 eine Bürgerliche heiratete, musste er auf seinen Prinzentitel und auf seine Position in der dänischen Thronfolge verzichten. Oluf erhielt dafür den Titel eines Grafen von Rosenborg, wie es bis heute für Nebenlinien des Königshauses üblich ist. Er begründete die Oluf-Linie, die bis heute blüht.
Oluf von Rosenborg war bis 1975 als Offizier in der dänischen Luftwaffe tätig. In seinen letzten beiden Lebensjahren war er Schatzmeister des dänischen Ordenswesens.
Oluf von Rosenborg war Träger des Elefantenordens, der höchsten Auszeichnung Dänemarks.

## Ehen und Kinder
Aus Olufs erster Ehe mit Dorrit Puggaard-Müller (* 1926) gingen zwei Kinder hervor:
- Ulrik Graf von Rosenborg (* 1950) ⚭ 1981 Tove Waigner Larsen (* 1950)  
  - Katharina Komtesse von Rosenborg (* 1982)
  - Philip Graf von Rosenborg (* 1986)
- Charlotte Komtesse von Rosenborg (* 1953) ⚭ 1981 Torben Gyldenfeldt Wulff (* 1954)
  - Johan Gyldenfeldt Wulff (* 1980)
  - Beate von Gyldenfeldt (* 1983)

Die Ehe wurde 1977 geschieden. 
1982 heiratete Oluf von Rosenborg in zweiter Ehe Lis Wolf-Jürgensen (* 1935). Die Ehe war kinderlos und wurde 1983 geschieden. 